# Mellow Yellow
Mellow Yellow är en poplåt skriven och framförd av brittiske sångaren Donovan. Låten släpptes som singelskiva i oktober 1966 på Epic Records och blev en av hans största hits. Liksom hans förra singel "Sunshine Superman" blev "Mellow Yellow" utgiven mycket senare i Storbritannien än andra länder på grund av en dispyt med hans gamla skivbolag Pye Records. Ett album spelades även in med samma titel (se Mellow Yellow) och släpptes 1967.
Låten drivs av ett långsamt trumkomp och en stor blåssektion. John Paul Jones arrangerade inspelningen. Paul McCartney var med vid inspelningen av låten som bakgrundssångare och ett populärt rykte gör gällande att det är han som halvhögt viskar "quite rightly" efter varje "mellow yellow" som sjungs i låten. Enligt Donovan är det dock han själv som viskar och Paul McCartney kan istället höras som en av de jublande personerna i låtens slut.
Låten gav också upphov till ett rykte om att man kunde röka bananskal och uppnå ett narkotiskt rus: "electrical banana...". Enligt Donovan själv var det Country Joe McDonald som startade ryktet.

## Listplaceringar
| Lista (1966-1967) | Position              |
| ----------------- | --------------------- |
| Australien        | 7                     |
| Danmark           | 7 (DR "Top 20")       |
| Finland           | 21                    |
| Flandern          | 7                     |
| Frankrike         | 16 (SNEP)             |
| Irland            | 15                    |
| Kanada            | 2 (RPM)               |
| Nederländerna     | 12                    |
| Norge             | 7 (VG-lista)          |
| Nya Zeeland       | 3                     |
| Storbritannien    | 8                     |
| Sverige           | 5 (Kvällstoppen)      |
| Sverige           | 1 (Tio i topp)        |
| USA               | 2 (Billboard Hot 100) |
| Vallonien         | 6                     |
| Västtyskland      | 16                    |
| Österrike         | 12                    |